# ヘリアー

Heliar (1900), Color-Heliar ("Dynar")

ヘリアー（Heliar ）はフォクトレンダーが製品化した単焦点写真レンズ、およびその構造の名称である。

## 歴史
1900年にハンス・ハルティングが設計した。新種ガラスを使用しクック・トリプレット3群3枚のうち前群後群を張り合わせにした3群5枚。豊麗な描写で有名になった。営業写真館では家宝のように大切に扱われ、袱紗に包んで家族にも触らせなかった写真師がいたほどであったという。
当時輸入を担当していた小西六本店（コニカを経て現コニカミノルタ）が1928年（昭和3年）3月に出版したPR誌によると、昭和天皇夫妻の御真影もヘリアーで撮影されている。
2002年にヘリアーの登場から101周年を記念した際には、3群5枚中玉凹レンズの基本構造を踏襲し、35mmフィルム判では初となるヘリアー50mmF3.5も限定生産で販売された。2006年にフォクトレンダー250周年を記念した際には、ヘリアー初のF2.0を実現した、ヘリアークラシック50mmF2が限定生産のカメラとセットとして販売された。2014年には、35mmフィルム判の交換式レンズでは初（レンズ一体型カメラは以前からいくつか存在している）となる焦点距離の、ヘリアー40mmF2.8が発売された。

## 製品一覧

### 旧ヘリアー
硝材は前から特軽フリントLLF7、重クラウンSK6、クラウンフリントKF1、重クラウンSK4、軽フリントLF7。画角直径50度まで諸収差がよく補正されているが歪曲が少し多い。1901年11月4日、D.R.P.124934。

### 新ヘリアー
旧ヘリアーと貼り合わせ面を逆にし、レンズを厚くし、収差を改善した。
F3.5は画角直径45度。
- ヘリアー2cmF3.5[2]
- ヘリアー3cmF3.5[2]
- ヘリアー3.5cmF3.5[2]
- ヘリアー4.25cmF3.5[2]
- ヘリアー5cmF3.5[2]
- ヘリアー7.5cmF3.5[2]
- ヘリアー10.5cmF3.5[2]
- ヘリアー12cmF3.5[2]
- ヘリアー13.5cmF3.5[2]
- ヘリアー15cmF3.5[2]
- ヘリアー16.5cmF3.5[2]
- ヘリアー18cmF3.5[2]
- ヘリアー21cmF3.5[2]
- ヘリアー24cmF3.5[2]
- ヘリアー30cmF3.5[2]

F4.5は画角直径60度。
- ヘリアー3.5cmF4.5[2]
- ヘリアー4.2cmF4.5[2]
- ヘリアー5cmF4.5[2]
- ヘリアー6.5cmF4.5[2]
- ヘリアー7.5cmF4.5[2]
- ヘリアー10.5cmF4.5[2]
- ヘリアー12cmF4.5[2]
- ヘリアー13.5cmF4.5[2]
- ヘリアー15cmF4.5[2] - シンクロコンパー#1付きとシャッターなしが販売されていた[3]。
- ヘリアー16.5cmF4.5[2]
- ヘリアー18cmF4.5[2] - コンパー#2付きとシャッターなしが販売されていた[3]。
- ヘリアー21cmF4.5[2] - エレクトロニック#3付きとシャッターなしが販売されていた[3]。
- ヘリアー24cmF4.5[2] - エレクトロニック#5FS付きとシャッターなしが販売されていた[3]。
- ヘリアー30cmF4.5[2] - コンパウンド#5付き、エレクトロニック#5FS付き、シャッターなしが販売されていた[3]。
- ヘリアー36cmF4.5[2]
- ヘリアー42cmF4.5[2]
- ヘリアー48cmF4.5[2]
- ヘリアー60cmF4.5[2]

### ヘリアーF2.8
1933年にはH・デセール（H.Deser ）がF2.8を設計した。硝材は前から特軽クラウンSSK5、軽フリントLF5、軽フリントLF5、特軽クラウンSSK5、重バリウムフリントBaSF3。画角直径50度。D.R.P.636166。

### ユニバーサル・ヘリアー
中玉である凹レンズを僅かに光軸方向に移動させることで球面収差を故意に生じさせて軟焦点とすることもできるレンズで、特に営業写真家に高い評価を得た。
- ユニバーサル・ヘリアー30cmF4.5[3]
- ユニバーサル・ヘリアー36cmF4.5[3]
- ユニバーサル・ヘリアー42cmF4.5[3]
- ユニバーサル・ヘリアー48cmF4.5